# Acanthapseudes hansgeorgmuelleri
Acanthapseudes hansgeorgmuelleri is een naaldkreeftjessoort uit de familie van de Tanzanapseudidae. De wetenschappelijke naam van de soort is voor het eerst geldig gepubliceerd in 2010 door Gutu.